# 恩迪沃爾皮德蒙特冰川
77°24′S 166°43′E / 77.400°S 166.717°E
恩迪沃爾皮德蒙特冰川是南極洲的冰川，位於羅斯島，處於伯德山和米庫角之間，以美國海軍的物資補給船命名，現時由南極條約體系管理。